# Kärnminne

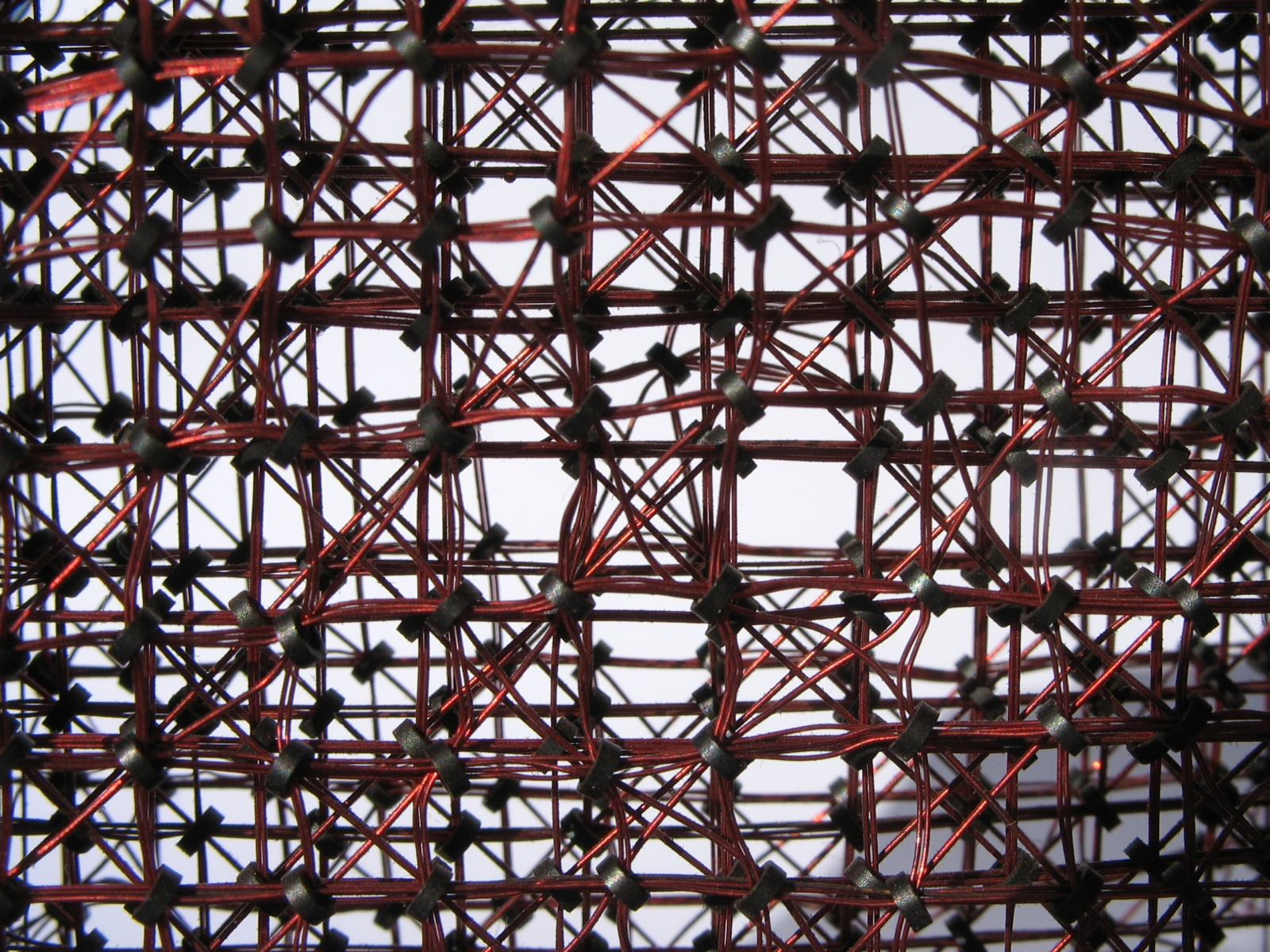
Ett kärnminne.

Kärnminne eller ferritminne är en tidig typ av primärminne till datorer bestående av ringar av ferrit i ett rutnät.
Kärnminnet består av ett antal järnhaltiga ringar (ferritringar) som magnetiseras i olika riktningar och tolkas beroende på polarisationsriktning som en 1 eller 0. 
Minnestypen är förhållandevis långsam och utrymmeskrävande men möjligtvis fullt användbar även i moderna datorer om den skalas ner med hjälp av nanoteknik.
Under 1960-talet började kärnminnen ersättas av halvledarminnen.